# 沥青玛𤧛脂碎石
沥青玛𤧛脂碎石（英語：Stone mastic asphalt，简称SMA）是一种用于公路铺设的沥青混合料，由沥青、纤维稳定剂、矿粉及少量的细集料组成的沥青玛𤧛脂填充于间断级配的粗集料骨架的间隙中而成。使用沥青玛𤧛脂碎石铺设的路面具有较强的高温稳定性、水稳定性和耐久性。